# Giovanni Inghirami
Giovanni Inghirami, Sch. P., (16 de abril de 1779 – 15 de agosto de 1851) fue un astrónomo italiano así como sacerdote católico y escolapio. En su honor se han denominado el cráter Inghirami y el vallis Inghirami en la Luna.

## Vida
Inghirami nació en Volterra, Toscana, en 1779. Otros dos miembros de su familia también fueron estudiosos distinguidos: Tommaso (1470–1516), erudito en humanidades; y su hermano Francesco (1772–1846), arqueólogo.
Inghirami recibió su educación en su ciudad, en el Colegio de San Miguel, especializándose en ciencias en la Escuela Pía. Se unió a la comunidad religiosa de los escolapios a la edad de diecisiete años el 11 de diciembre de 1795 y posteriormente llegó a ser profesor de matemáticas y filosofía en el colegio escolapio de Volterra, donde uno de sus alumnos fue el futuro papa Pío IX. En 1805 viajó al norte de Italia, y se ocupó durante varios meses de un trabajo científico en Milán. Fue llamado a Florencia para ocupar allí el puesto de profesor de matemáticas y astronomía.
En 1818 asumió la dirección del Observatorio Ximeniano.
Su actividad allí fue admirable: en astronomía, en matemáticas, en geodesia y cartografía, dejó huellas profundas, realizando obras que le procuraron fama en toda Europa. 
Invitado por el célebre Barón de Zach, cálculó las Tablas anuales de ocultación de las estrellas tras la luna con un método nuevo, sencillo y rápido, que le valió ser reconocido por los sabios de la época como hombre «de ingenio maravilloso» y varias naciones marítimas adoptaron su sistema
En 1825 la Academia de Ciencias de Berlín propuso a los astrónomos más célebres de Europa la realización de un atlas celeste nuevo y completo, que se dividiría en 24 husos, encargándose él a última hora de elaborar el huso XVIII, el más difícil por la abundancia de estrellas. Ayudado por su auxiliar el P. Pompilio Tanzini, en menos de dos años pudo presentar acabado e impreso el catálogo y el plano o mapa grabado en cobre, que contenían la posición, referida al año 1800, de 3750 estrellas, de las que 1716 estaban recién descubiertas.
Las primeras publicaciones de Inghirami fueron artículos de hidráulica, estática y astronomía, tablas astronómicas y libros de texto elementales de matemáticas y geografía matemática. En 1830 tras sus observaciones que se extendieron durante catorce años, publicó, bajo el mecenazgo del gran duque Fernando III de Toscana, la Carta topografica e geometica della Toscana, a escala de 1:200 000.
Su trabajo para la Academia de Ciencias de Berlín le reportó grandes elogios, siendo nombrado sucesivamente superior provincial y superior general de su orden. Desde su nueva posición, aumentó el número de casas de los Escolapios, e introdujo el estudio de la Geografía, preparando él mismo el material de estudio.
En 1839 quedó casi ciego; se le practicó la operación de cataratas y mejoró ligeramente, pero no pudo trabajar más. En 1844  fue nombrado vicario general de la Orden Escolapia: estuvo un año en Roma y los otros tres, con permiso del Papa, estuvo en Florencia y ese mismo año dejó el cargo y también el Observatorio Ximeniano. A su funeral acudió toda Florencia

## Literatura científica
- Varios artículos publicados en el Astronomische Nachrichten y en el Zach's Monatliche Correspondenz zur Beförderung der Erd- u. Himmelskunde.
- Collezione di opusculi e notizie di Scienze (4 vols., Florencia, 1820–30).
- Tavole Astronomiche universali portatili (íbid., 1811).
- Effemeridi di Venere e Giove ad uso di naviganti pel meridiano di Parigi (íbid., 1821–24).
- Della longitudine e della latitudine della città di Pistoia e di Prato Memoria (en «Memorie dell'Accademia Pistoiese»). Pistoia, Bracali 1816.
- Della longitudine e latitudine geografica della città di Volterra, Sa. Miniato e Fiesole. Florencia, Calas 1817.
- D’una base trigonometrica misurata in Toscana nell’autunno 1819. Memoria. Florencia, Calas 1818.
- Metodo e tavole per costruire un efemende di occultazione delle fisse sotto la luna. Florencia, Calas 1826.
- Tavole logaritmiche del Guardiner. Florencia, Calas 1827.
- Elementi di geografía. Florencia, Calas 1832.
- Atlante terrestre per gli elementi di geografía in uso delle S.P. Florencia 1833.
- Elementi di matematica. Florencia, Calas 1833 (2 vols.).
- Elevazione sopra il livello del mare delle principali eminenze della Toscana determínate trigonometricamente. Florencia, Calas 1841.
- Elementi di geografía con un breve compendio di Sfera armillare. Florencia, Calas 1849 (varias ediciones).